# 51. Legislaturperiode der Schweizer Bundesversammlung

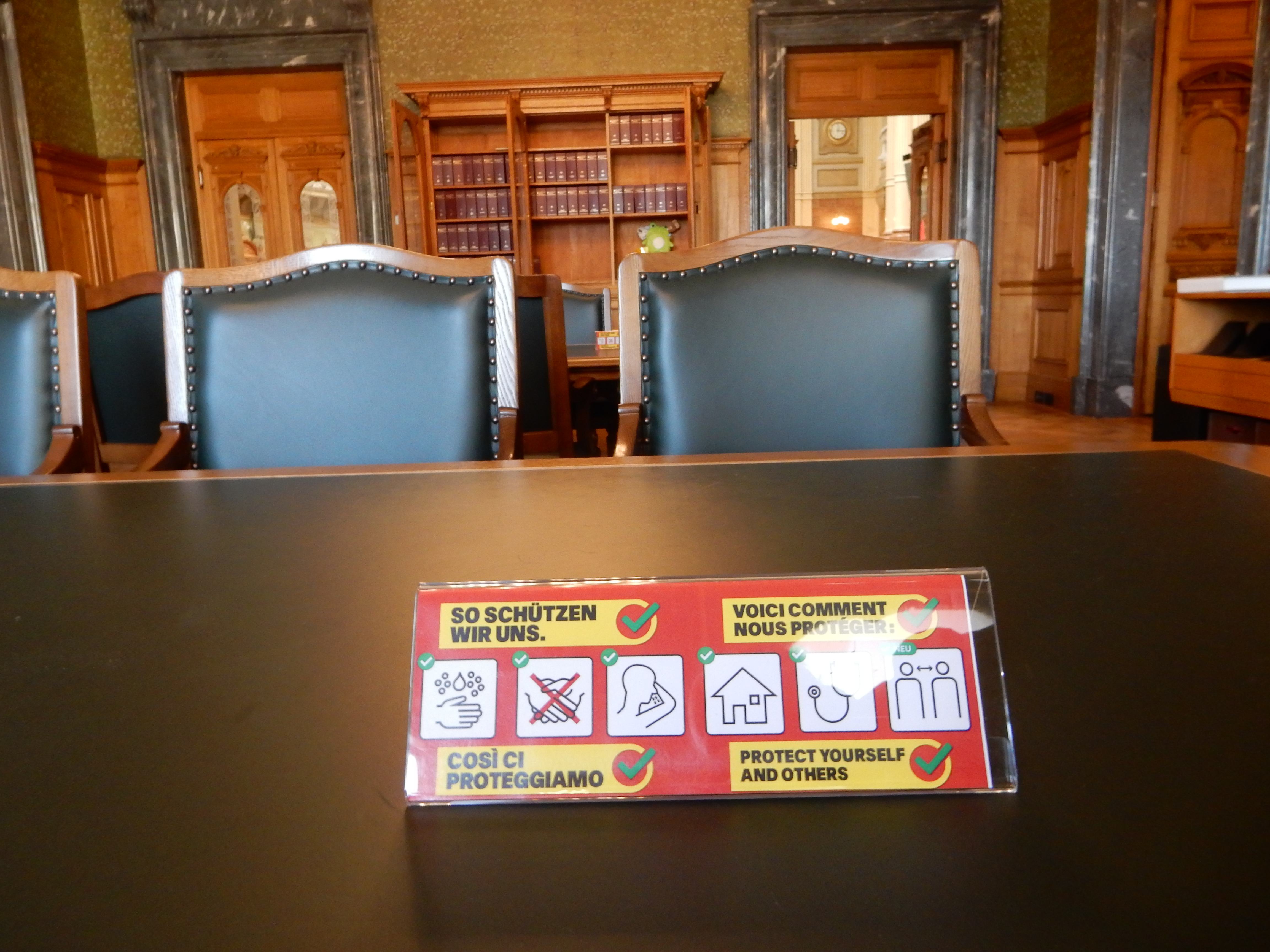
Corona-Schutzhinweise im Vorzimmer des Nationalratssaals

Die 51. Legislaturperiode der Schweizer Bundesversammlung begann am 2. Dezember 2019. Sie endete am 4. Dezember 2023 mit der konstituierenden Sitzung der 52. Legislaturperiode. Tagungsort des National- und des Ständerates war das Bundeshaus in Bern.

## Sessionen
In der Regel finden vier dreiwöchige Sessionen der Bundesversammlung pro Kalenderjahr statt. Bei hohem Arbeitsanfall oder aufgrund ausserordentlicher Ereignisse können die Räte zu zusätzlichen Sessionen einberufen werden (Sondersessionen oder ausserordentliche Sessionen).
Am 15. März 2020 wurde die Frühlingssession wegen des Virus SARS-CoV-2 nach zwei Wochen abgebrochen. Dies war ein ausserordentlicher Entscheid.

### Wahl des Bundesrates
In der zweiten Woche der ersten Wintersession einer neuen Legislaturperiode findet jeweils die Wahl des Bundesrates statt, diesmal am 11. Dezember 2019.

## Zusammensetzung
| Partei | Partei                              | Abk. | Sitze Gesamt | Nationalrat | Ständerat | Veränderung |
| ------ | ----------------------------------- | ---- | ------------ | ----------- | --------- | ----------- |
|        | Schweizerische Volkspartei          | SVP  | 59           | 53          | 6         | −11         |
|        | Sozialdemokratische Partei          | SP   | 48           | 39          | 9         | −7          |
|        | FDP.Die Liberalen                   | FDP  | 41           | 29          | 12        | −5          |
|        | Christlichdemokratische Volkspartei | CVP  | 39           | 25          | 14        | −1          |
|        | Grüne Partei                        | GPS  | 33           | 28          | 5         | +21         |
|        | Grünliberale Partei                 | glp  | 16           | 16          | –         | +9          |
|        | Bürgerlich-Demokratische Partei     | BDP  | 3            | 3           | –         | −5          |
|        | Evangelische Volkspartei            | EVP  | 3            | 3           | –         | +1          |
|        | Lega dei Ticinesi                   | Lega | 1            | 1           | –         | −1          |
|        | Partei der Arbeit                   | PdA  | 1            | 1           | –         | 0           |
|        | solidaritéS                         | SOL  | 1            | 1           | –         | +1          |
|        | Eidgenössisch-Demokratische Union   | EDU  | 1            | 1           | –         | +1          |
|        | parteilos                           |      | 1            | –           | 1         | 0           |

## Präsident

### Nationalrat
| Amtsdauer | Amtsdauer | Ratspräsident   | Kanton           | Bemerkung         |
| --------- | --------- | --------------- | ---------------- | ----------------- |
|           | 2019      | Maya Graf       | Basel-Landschaft | Alterspräsidentin |
|           | 2019/2020 | Isabelle Moret  | Waadt            |                   |
|           | 2020/2021 | Andreas Aebi    | Bern             |                   |
|           | 2021/2022 | Irène Kälin     | Aargau           |                   |
|           | 2022/2023 | Martin Candinas | Graubünden       |                   |

### Ständerat
| Amtsdauer | Amtsdauer | Ratspräsident           | Kanton  | Bemerkungen |
| --------- | --------- | ----------------------- | ------- | ----------- |
|           | 2019/2020 | Hans Stöckli            | Bern    |             |
|           | 2020/2021 | Alex Kuprecht           | Schwyz  |             |
|           | 2021/2022 | Thomas Hefti            | Glarus  |             |
|           | 2022/2023 | Brigitte Häberli-Koller | Thurgau |             |

## Fraktionschefs
| Fraktion  | Fraktion                                 | Amtsdauer                    | Fraktionschef               | Kanton |
| --------- | ---------------------------------------- | ---------------------------- | --------------------------- | ------ |
|           | Fraktion der Schweizerischen Volkspartei | seit 2017                    | Thomas Aeschi               | Zug    |
|           | Sozialdemokratische Fraktion             | 2015–2023                    | Roger Nordmann              | Waadt  |
| seit 2023 | Sozialdemokratische Fraktion             | Samira Marti Samuel Bendahan | Basel-Landschaft Waadt      |        |
|           | Mitte-Fraktion                           | 2019–2020                    | Leo Müller (interimistisch) | Luzern |
| 2020–2021 | Mitte-Fraktion                           | Andrea Gmür-Schönenberger    | Luzern                      |        |
| seit 2021 | Mitte-Fraktion                           | Philipp Matthias Bregy       | Wallis                      |        |
|           | FDP-Liberale Fraktion                    | 2017–2022                    | Beat Walti                  | Zürich |
| seit 2022 | FDP-Liberale Fraktion                    | Damien Cottier               | Neuenburg                   |        |
|           | Grüne Fraktion                           | 2013–2020                    | Balthasar Glättli           | Zürich |
| seit 2020 | Grüne Fraktion                           | Aline Trede                  | Bern                        |        |
|           | Grünliberale Fraktion                    | seit 2011                    | Tiana Angelina Moser        | Zürich |

## Mitglieder des Nationalrates
Siehe Liste der Mitglieder des Schweizer Nationalrats in der 51. Legislaturperiode

## Mitglieder des Ständerates
Siehe Liste der Mitglieder des Schweizer Ständerats in der 51. Legislaturperiode